# Fulcrado
Fulcrado (nella prima metà del IX secolo – dopo l'860), fu "conte di Arles" e conte della Provenza verso la metà del IX secolo.

## Origini
Di Fulcrado non si conoscono né l'origine né gli ascendenti.

## Biografia
Secondo gli Annali di Fulda, nell'845, Fulcrado, detto duce degli Arlesiani, dopo essersi ribellato all'imperatore, Lotario I, fece atto di sottomissione all'imperatore, assieme a tutti gli altri conti provenzali.
Secondo lo storico francese, Pierre Riché (Les Carolingiens, une famille qui fit l'Europe – p. 208), verso l'850/1, Fulcrado si ribellò nuovamente all'imperatore, rientrandone poi nelle grazie.
Con la Ripartizione di Prüm, avvenuta poco prima della morte di Lotario I, nell'855, il regno di Provenza fu assegnato al più giovane dei figli di Lotario, Carlo, che pare non abbia avuto problemi con Fulcrado, che secondo un documento, datato 25 agosto 860, fece richiesta al re Carlo affinché concedesse una donazione territoriale alla chiesa di Orange
Secondo gli storici René Poupardin (Le royaume de Provence sous les Carolingiens (588-933) - p. 6) e Louis de Mas Latrie, Fulcrado viene ancora citato in un documento dell'862, come fedele del re di Provenza, Carlo.
Dopo l'862, non si hanno più notizie di Fulcrado, quindi non si conosce l'esatta data della morte.

## Discendenza
Di Fulcrado non si conosce il nome di un'eventuale moglie, né alcuna discendenza.

### Fonti primarie
- (LA)  Monumenta Germanica Historica, tomus primus.

### Letteratura storiografica
- René Poupardin, Ludovico il Pio, in Storia del mondo medievale, volume II, Cambridge, Cambridge University Press, 1999,  pp. 558–582.
- René Poupardin, I regni carolingi (840-918), in Storia del mondo medievale, volume II, Cambridge, Cambridge University Press, 1999,  pp. 583–635.
- (FR)  Jean-Pierre Poly, La Provence et la société féodale 879-1166, Bordas, Paris, 1976. ISBN 2040077405